# Decapitated
Decapitated är ett death metal-band från Krosno i södra Polen, bildat 1996. De släppte sin första demo, Cemeterial Gardens, i juni 1997. Den andra demon, The Eye of Horus, som släpptes i oktober 1998, ledde till ett skivkontrakt med Wicked World/Earache Records för debutalbumet Winds of Creation.
Trummisen "Vitek" avled 2 november 2007 i sviterna av en bilolycka, där bandets buss krockade med en lastbil med timmer den 29 oktober i Vitryssland. Sångaren "Covan" skadades också allvarligt i olyckan och låg lång tid i koma och sitter nu i rullstol.
Efter att ha haft olika sångare på de första fyra albumen fick Decapitated i och med Rafał "Rasta" Piotrowski en stabil vokalist under femton års tid, från 2009 till 2024, då han lämnade bandet och ersattes av finländske Eemeli Bodde (ex-Mors Subita).
Bandet har skivkontrakt med Nuclear Blast Records och har släppt åtta studioalbum. Det senaste, Cancer Culture, gavs ut 2022.

## Medlemmar
Nuvarande medlemmar
- Wacław "Vogg" Kiełtyka – gitarr (1996– )
- James Stewart – trummor (2019– )
- Eemeli Bodde – sång (2024– )

Tidigare medlemmar
- Witold "Vitek" Kiełtyka – trummor (1996–2007; död 2007)
- Marcin "Martin" Rygiel – basgitarr (1996–2005, 2006–2007)
- Wojciech "Sauron" Wąsowicz – sång (1996–2005)
- Adrian "Covan" Kowanek – sång (2005–2007)
- Filip "Heinrich" Hałucha – basgitarr (2009–2011)
- Kerim "Krimh" Lechner – trummor (2009–2012)
- Paweł Pasek – basgitarr (2012–2016)
- Michał "Młody" Łysejko – trummor (2014–2018)
- Hubert Więcek – basgitarr (2016–2020)
- Rafał "Rasta" Piotrowski – sång (2009–2024)

Livemusiker
- Jacek Hiro – gitarr (2000–2004)
- Richard Gulczynski – basgitarr (2006)
- Konrad Rossa – basgitarr (2011–2012)
- Paul (Paweł Jaroszewicz) – trummor (2012–2013)
- Kevin Foley – trummor (2013)
- Sean Martinez – basgitarr (2016)
- Hubert Więcek – basgitarr (2016)
- James Stewart – trummor (2018–2019)
- Eugene Ryabchenko – trummor (2019–2020)
- Paweł Pasek – basgitarr (2019– )
- Matteo Bassoli – basgitarr (2023– )

## Diskografi
Demo
- Cemeterial Gardens (1997)
- The Eye of Horus (1998)

Studioalbum
- Winds of Creation (2000)
- Nihility (2002)
- The Negation (2004)
- Organic Hallucinosis (2006)
- Carnival Is Forever (2011)
- Blood Mantra (2014)
- Anticult (2017)
- Cancer Culture (2022)

Livealbum
- Live Nottingham Rescue Rooms 20th Dec 2004 (2009)

Singlar
- "The Blasphemous Psalm to the Dummy God Creation" (2014)

Samlingsalbum
- The First Damned (2000)
- Tribute to Vitek (2007)

Video
- Human's Dust (DVD) (2008)
- Live at the Rescue Rooms (DVD) (2009)

Annat
- Polish Assault (2000)
- Death Metal Live (4 x DVD) (2009, delad video: Carcass / Decapitated / Deicide / Napalm Death)
- "At the Gates / Decapitated" (2014, delad 7" vinyl)